# Епархия Скрантона

Герб епархии Скрантона

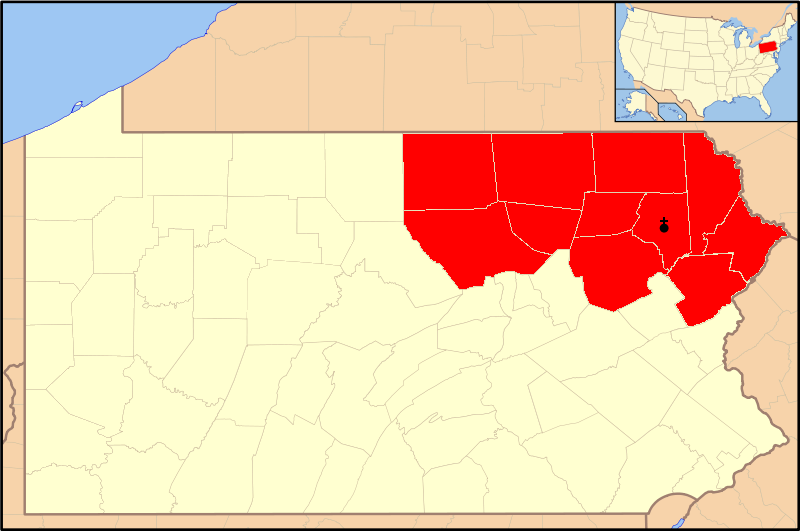
Расположение епархии Скрантона

Епархия Скрантона (лат. Dioecesis Scrantonensis) — епархия Римско-Католической церкви с центром в городе Скрантон, США. Епархия Скрантона входит в митрополию Филадельфии. Кафедральным собором епархии Скрантона является Собор Святого Петра.

## История
3 марта 1868 года Святой Престол учредил епархию Скрантона, выделив её из архиепархии Филадельфии.
В Скрантоне находится Базилика Национальной святыни Святой Анны, являющаяся национальной святыней и имеющая статус малой базилики.

## Ординарии епархии
- епископ Уильям О’Хара[англ.] (03.03.1868 — 03.02.1899)
- епископ Майкл Джон Хобан[англ.] (03.02.1899 — 13.11.1926)
- епископ Томас Чарльз О’Рейли[англ.] (19.12.1927 — 25.03.1938)
- епископ Уильям Джозеф Хафи[англ.] (25.03.1938 — 12.05.1954)
- епископ Джером Дэниел Ханнан[англ.] (17.08.1954 — 15.12.1965)
- епископ Джозеф Кэрролл Маккормик[англ.] (04.03.1966 — 15.02.1983)
- епископ Джон Джозеф О’Коннор (06.03.1983 — 26.01.1984) — назначен архиепископом Нью-Йорка, кардинал с 1985
- епископ Джеймс Клиффорд Тимлин[англ.] (24.04.1984 — 23.07.2003)
- епископ Джозеф Фрэнсис Мартино[англ.] (25.07.2003 — 31.08.2009)
- епископ Джозеф Чарльз Бамбера[англ.] (с 23.02.2010)

## Источник
- Annuario Pontificio, Libreria Editrice Vaticana, Città del Vaticano, 2003, ISBN 88-209-7422-3